# Miriam Andrés Prieto
Raquel Miriam Andrés Prieto (Palencia, 13 de septiembre de 1976) es una política española del Partido Socialista Obrero Español (PSOE), que desde el 17 de junio de 2023 desempeña el cargo de Alcaldesa de Palencia.

## Biografía
Nacida en Palencia el 13 de septiembre de 1976, se licenció en Derecho. Militante del PSOE, fue elegida concejal del Ayuntamiento de Palencia por primera vez en 1999, permaneciendo 11 años en el cargo en un primer periodo en el que llegó ejercer de concejal delegada de Juventud. Fue diputada provincial entre 2004 y 2008, y secretaria general de Juventudes Socialistas de Castilla y León entre 2004 y 2007. Tras las elecciones municipales de 2007 fue nombrada concejal delegada de Festejos. Fue elegida senadora por la provincia de Palencia en las elecciones generales de 2008 y 2011.
El 26 de mayo de 2012 se convirtió en secretaria provincial del PSOE de Palencia en sustitución de Julio Villarrubia.
Tras las elecciones municipales españolas de 2019 en el municipio de Palencia, la candidatura del PSOE de Palencia se alzó como la lista más votada pero una alianza de los tres partidos del bloque de la derecha (PP, Cs y Vox) facilitó la alcaldía al candidato de Ciudadanos Mario Simón Martín. 
En las elecciones municipales españolas de 2023 la candidatura del PSOE de Palencia con Miriam Andrés a la cabeza se mantuvo como primera fuerza política con 10 concejales y 14.487 votos que representaron un 36,83% de los sufragios del municipio. En esta ocasión se dio de nuevo la situación de un Consistorio fragmentado, con la irrupción de la fuerza política Vamos Palencia que tuvo la llave de la gobernabilidad del municipio. La formación dejó gobernar a la lista más votada y, tras firmar un acuerdo programático con el PSOE de Palencia, Miriam Andrés se convirtió de forma automática la alcaldesa de Palencia.

## Cargos desempeñados
- Concejal del Ayuntamiento de Palencia. (1999-2011)
- Diputada provincial en la Diputación Provincial de Palencia. (2004-2008)
- Secretaria general de Juventudes Socialistas de Castilla y León. (2004-2007)
- Senadora por la provincia de Palencia. (Desde 2008)
- Secretaria general del PSOE de Palencia. (Desde 2012)
- Concejal del Ayuntamiento de Palencia. ( desde 2015)
- Alcaldesa de Palencia. ( desde 2023)